# Doctor Who: Worlds in Time
Doctor Who: Worlds in Time — компьютерная игра в жанре ММОРПГ, основанная на британском научно-фантастическом телесериале «Доктор Кто». Была разработана компанией Three Rings Design и находилась в свободном доступе через сеть Интернет с 12 марта 2012 года по 3 марта 2014 года, после чего была объявлена закрытой.

## Геймплей
Каждому игроку предстояло, управляя или своим персонажем, или ТАРДИС, помочь Доктору спасти Вселенную от различных злодеев, которые являются его врагами. Для достижения этой цели необходимо было решить ряд головоломок различной сложности. Для выполнения многих квестов требовалось объединить усилия с другим персонажем или даже с другим игроком.

### Миссии и квесты
На протяжении всего игрового процесса игроку предлагалось выбрать различные миссии и квесты, представляющие собой различного рода мини-игры. Мини-игры, помеченные как квесты, составляли основной сюжет, их успешное прохождение давало игроку возможность открыть новые локации.
Миссии не были важны для сюжета, однако в них можно было раздобыть полезный инвентарь, необходимый для развития персонажа. Новые миссии становились доступными по мере прохождения квестов и выполнения уже доступных заданий. Всего было четыре вида миссий: Исследование планеты, Борьба с врагом, Миссия за вознаграждение и Взлом. Для успешного выполнения Взлома (также известного как миссия Доктора) требовалось открыть три определённых предмета.

### Головоломки
Все мини-игры, или головоломки, можно было разделить на шесть видов:
Три отмычки в ряд: в данной мини-игре игроку предстояло вскрыть замок, стреляя цветными отмычками в ряд из таких же отмычек. Когда в одном месте собиралось три отмычки одного цвета, то они исчезали. Для успешного завершения требовалось уничтожить весь ряд.
Ремонт: чтобы починить какой-либо терминал, игроку предстояло замкнуть цепь. Для этого он перемещал провода и контакты по экрану дпока цепь снова не будет выглядеть целой.
Компьютерный взлом: для взлома терминала нужно было очистить брандмауэр, щелкая по группам одноцветных блоков. После этого нужно было вращать картинку таким образом. чтобы персонаж попал в системное ядро.
Создание баррикад: в этой игре персонаж строит прочные препятствия на пути врагов. Так как враги постоянно ломают баррикады, игроку постоянно нужно было возводить новые.
Битва: сражение с врагом, армия которого представляет собой группы цветных блоков, которые нужно разбивать, посылая в них снаряды того же цвета. Во время игры были доступны специальные блоки и усилители.
Смекалка: данная головоломка заключалась в том, что игрок обменивал два рядом стоящих блока таким образом, чтобы в конкретном месте появилась группа из трёх и более блоков.

### Классы персонажей
18 декабря 2012 года вышло обновление Worlds of Time, с которым были введены новые классы персонажей. Всего выделялось четыре таких класса: Искатель приключений, Дипломат, Защитник и Технолог. От выбора игрока зависело то, в каих миссиях он больше преуспеет. Искатели приключений считались универсальным классом, они получали бонус при прохождении любой миссии. Дипломатами становились те игроки которые большую часть времени посвящали прохождению миссий типа «смекалка» и «три отмычки в ряд». Защитники получали значительную прибавку к уровню обороны и несколько бонусов при построении баррикад. Персонажи класса Технологов, как правило, впоследствии успешно справлялись с «ремонтом» и «компьютерным взломом». Сменить класс можно было в любой момент. Весь опыт, получаемый персонажем, можно было использовать для повышения уровня в выбранном классе.
Кроме того, выбор определённого класса предоставлял доступ к новым видам одежды, которые игрок может изготовить, используя предметы, полученные при прохождении миссий.

### Кванты
Квантами называлась игровая валюта, которую игрок получает, если вложит в World of Times некоторое количество реальных денег. Впоследствии за кванты игрок мог приобрести дополнительное снаряжение и усилители.

## Разработка
Впервые об разработке игры было объявлено 24 февраля 2011 года на конференции разработчиков игр в Сан-Франциско.
17 ноября 2011 года было объявлено, что компания Sega заключила договор о сотрудничестве с BBC Worldwide, а также о том что разработкой Worlds of Time занимается компания Three Rings Design.
20 декабря 2011 года состоялся пробный запуск игры в режиме бета-теста. Официально она стала доступна 12 марта 2012 года.
15 января 2014 года всем игрокам на электронную почту пришло сообщение, в котором уведомлялось о скором закрытии игры: «C прискорбием вынуждены сообщить вам, что Doctor Who: Worlds of Time прекращает своё существование в понедельник, 3 марта 2014 года в полдень по тихоокеанскому стандартному времени». Причину этого разработчики не назвали.